# Ниаваран
Комплексът Ниаваран е културно-исторически комплекс, намиращ се в североизточната част на Техеран.
Построен е по времето на династията Каджар. Трансформиран в музей след Ислямската революция, комплексът е бил администриран съвместно с комплекса Саадабад (до 1999 г.), но е станал независим през 2000 г. Понастоящем се състои от 5 музея (музей на двореца Ниаваран, сградата Ахмад Шахи, дворецът Сахеб Карание, музеят Джахан Нама и Частната библиотека), както и други исторически, културни и природни забележителности, включително Синята зала, Частно кино, галерията Джахан Нама и градината на двореца Ниаваран.

## Дворецът Ниаваран
Дворецът се намира в едноименната историческа градина. Първоначално сградата е трябвало да се използва за настаняване на чуждестранните гости, но в крайна сметка се използва от Мохамед Реза Пахлави и семейството му като тяхна резиденция. Дворецът е построен от Насреддин шах, като първоначално е бил наричан Ниаваран, а по-късно е преименуван на Сахеб Карание.
Дизайнът на двореца е ориентиран към иранската архитектура и е комбинация от пред- и следислямско изкуство. Гипсовата изработка е извършена от майстор Абдолахи, а изработката на огледалата – от майстора Али Асгар, плочките са дело на Ибрахим Каземпур и Илия.
Най-горната част на сградата е покрита с черен камък и има алуминиев плъзгащ се покрив. Вътрешната декорация и мебелите на двореца са проектирани и изпълнени от френска група. На приземния етаж в сградата има голяма зала, в която са разположени всички стаи, включително частно кино, трапезария, гостна, чакалня и странични зали, като Синята зала.
На средния етаж се намират конферентна зала, секретарската стая на Фара Диба, стаята на Лейла и стаята на слугата ѝ. На стълбището има стая, в която се пазят военните униформи и официалните костюми на Мохамад Реза, както и медалите му.
На третия етаж се намират стаите за почивка на Пахлави и децата му, както и стаите на придворните им. Всички тези стаи са украсени със скъпоценни картини, килими и подаръци, получени от различни страни.

## Сградата Ахмад Шахи
Покривайки площ от 800 m² на север от двореца Сахеб Карание, тази двуетажна сграда е построена през Каджарския период като частно убежище за почивка за Ахмад шах с тухлена фасада и тухлена декорация в различен цвят. След това е била използвана като изложбен център за подаръците от световни лидери на иранските монарси.

## Дворецът Сахеб Карание
Дворецът Сахеб Карание е най-старата сграда в комплекса. През 1388 г. Насреддин шах нарежда дворецът Ниаваран да бъде построен на два етажа, включително Шах-нешин (официална приемна), корси-хане (зимна всекидневна), баня и четиридесет до петдесет сгради, всяка от които се състои от по 4 стаи и тераса, в които живеели неговите съпруги с прислугата си. През 31-вата година от своето царуване той нарекъл себе си Сахебкаран и оттам идва и името на двореца – Сахебкарание.

## Музеят Джахан-Нама
През 1976 г. секция от западната част на двореца Сахебкарание е била разпределена за съхранение на получените сувенири и артикули, закупени от Фара Диба, с четири зали на партера и една зала в подземния етаж. На тавана в главната стая на този музей могат да се видят изящни рисунки върху дърво, изобразяващи цвете и птица от Шираз. Този музей е открит през 1997 г.

## Библиотека
Частната библиотека на двореца Ниаваран се намира в източната му част, на два етажа и един подземен етаж, върху 770 m² и е построена през 1976 г.
- Павилион Ахмед Шахи
- Дворец Ниаваран